# Durée annuelle de travail
Cet article court présente un sujet plus développé dans : Temps de travail.
La durée annuelle de travail est le nombre total d’heures travaillées par un travailleur en une année ; elle est égale à la durée hebdomadaire de travail multipliée par le nombre de semaines travaillées dans l'année.

## Durée du travail dans l'OCDE
En 2009, la durée annuelle du travail dans les pays de l'OCDE était comprise entre 1378 heures aux Pays-Bas et 2232 heures en Corée du Sud pour une moyenne de 1741 heures. La France était sixième avec 1554 heures, en particulier derrière la Belgique (5e, 1550 h, le seul pays à travailler plus qu'en l'an 2000) et l'Allemagne (1390 h). Au sein des pays européens de l'OCDE, la Grèce ferme la marche avec 2119 heures. La durée annuelle du travail est en baisse depuis le début de l'établissement de ces statistiques : en 1960, elle était d'environ 2000 heures dans les pays développés. Durant les 20 dernières années, la diminution a été particulièrement forte en Corée du Sud (-484 heures depuis 1990), en Irlande (-324 h) et au Japon (-298 h). Toutefois, ce mouvement général a été parfois entrecoupé de hausses locales, en particulier dans les années 1990. C'est ainsi que les Mexicains, les Turcs et les Suédois ont travaillé plus longtemps en 2010 qu'en 1990.
Le tableau ci-dessous reprend les données fournies par l'OCDE sur ses pays membres ou en voie d'adhésion. Les chiffres sont obtenus en divisant le nombre d'heures travaillées dans l'année par le nombre de personnes ayant un emploi. Il prend ainsi en compte le travail à temps partiel et le travail à temps complet. (Un chiffre en gras indique une hausse.)
|    | Pays                | 1960 | 1970 | 1980 | 1990 | 1995 | 2000 | 2005 | 2010 | 2020 | Evolution (2010-2000) |
| -- | ------------------- | ---- | ---- | ---- | ---- | ---- | ---- | ---- | ---- | ---- | --------------------- |
| 1  | Pays-Bas            |      | 1806 | 1553 | 1451 | 1456 | 1435 | 1393 | 1377 | 1407 | -58                   |
| 2  | Norvège             | 1995 | 1835 | 1580 | 1503 | 1488 | 1455 | 1420 | 1414 | 1411 | -41                   |
| 3  | Allemagne           |      |      | 1751 | 1578 | 1534 | 1473 | 1434 | 1419 | 1324 | -54                   |
| 4  | Belgique            |      |      | 1670 | 1658 | 1580 | 1545 | 1565 | 1551 | 1443 | +6                    |
| 5  | France              |      | 2048 | 1860 | 1705 | 1651 | 1591 | 1557 | 1554 | 1407 | -37                   |
| 6  | Danemark            |      | 1884 | 1659 | 1539 | 1541 | 1581 | 1579 | 1559 | 1342 | -22                   |
| 7  | Autriche            |      |      |      |      | 1654 | 1658 | 1652 | 1587 | 1401 | -71                   |
| 8  | Luxembourg          |      |      | 1778 | 1766 | 1719 | 1662 | 1570 | 1616 | 1420 | -46                   |
| 9  | Suède               | 1899 | 1730 | 1517 | 1561 | 1640 | 1642 | 1605 | 1624 | 1426 | -18                   |
| 10 | Suisse              |      |      |      | 1698 | 1704 | 1688 | 1667 | 1640 | 1498 | -48                   |
| 11 | Royaume-Uni         |      | 1937 | 1767 | 1765 | 1731 | 1700 | 1673 | 1647 | 1364 | -53                   |
| 12 | Espagne             |      |      | 1912 | 1741 | 1733 | 1731 | 1668 | 1663 | 1570 | -68                   |
| 13 | Irlande             |      |      |      | 1988 | 1875 | 1719 | 1654 | 1664 | 1746 | -55                   |
| 14 | Australie           |      |      | 1833 | 1777 | 1791 | 1780 | 1727 | 1686 | 1683 | -94                   |
| 15 | Islande             |      |      |      | 1843 | 1832 | 1885 | 1794 | 1697 | 1446 | -188                  |
| 16 | Finlande            | 2061 | 1982 | 1849 | 1769 | 1776 | 1751 | 1716 | 1697 | 1529 | -54                   |
| 17 | Canada              | 2059 | 1925 | 1826 | 1793 | 1773 | 1775 | 1739 | 1702 | 1644 | -73                   |
| 18 | Portugal            |      |      |      | 1963 | 1897 | 1765 | 1752 | 1714 | 1611 | -51                   |
| 19 | Japon               |      | 2243 | 2121 | 2031 | 1884 | 1821 | 1775 | 1733 | 1598 | -88                   |
| 20 | Nouvelle-Zélande    |      |      |      | 1809 | 1841 | 1828 | 1811 | 1758 | 1739 | -70                   |
| 21 | Italie              |      |      | 1859 | 1867 | 1859 | 1861 | 1819 | 1778 | 1554 | -83                   |
| 22 | États-Unis          | 1948 | 1902 | 1813 | 1831 | 1844 | 1836 | 1799 | 1778 | 1767 | -58                   |
| 23 | République slovaque |      |      |      |      | 1880 | 1844 | 1785 | 1786 | 1572 | -58                   |
| 24 | Mexique             |      |      |      | 1822 | 1857 | 1888 | 1909 | 1866 | 2123 | -22                   |
| 25 | Turquie             |      | 2086 | 1957 | 1866 | 1876 | 1937 | 1936 | 1877 | 1572 | -60                   |
| 26 | Estonie             |      |      |      |      |      | 1987 | 2010 | 1879 | 1637 | -108                  |
| 27 | Israël              |      |      |      |      |      |      | 1989 | 1889 | 1782 | -100                  |
| 28 | Pologne             |      |      |      |      |      | 1988 | 1994 | 1939 | 1769 | -49                   |
| 29 | République tchèque  |      |      |      |      | 2064 | 2092 | 2002 | 1947 | 1703 | -145                  |
| 30 | Hongrie             |      |      | 2228 | 1975 | 2039 | 2057 | 1993 | 1961 | 1657 | -96                   |
| 31 | Russie              |      |      |      | 1933 | 1891 | 1982 | 1990 | 1976 | 1874 | -6                    |
| 32 | Chili               |      |      |      |      | 2313 | 2263 | 2157 | 2068 | 1825 | -195                  |
| 33 | Grèce               |      |      | 2194 | 2116 | 2123 | 2121 | 2086 | 2109 | 1731 | -12                   |
| 34 | Corée du Sud        |      |      | 2864 | 2677 | 2648 | 2512 | 2351 | 2193 | 1908 | -319                  |